# Lilltjärnen (Särna socken, Dalarna)
Lilltjärnen är en sjö i Älvdalens kommun i Dalarna och ingår i Dalälvens huvudavrinningsområde.